# Edgaras Diržius
Edgaras Diržius (* 1988) ist ein litauischer Arzt, Psychiater und Politiker, Vizeminister der Gesundheit.

## Leben
Nach dem Abitur 2007 an der Aušros-Sekundarschule Vilkaviškis absolvierte er von 2007 bis 2013 das  Magisterstudium der Medizin  und von 2013 bis 2017 die  Facharzt-Weiterbildung in Psychiatrie an der Medizinakademie der Litauischen Universität für Gesundheitswissenschaften in der zweitgrößten litauischen Stadt Kaunas.
Dann arbeitete er als Arzt und ab 2022 als Lektor in den Kliniken Kaunas. Von 2014 bis  2018 arbeitete er im Krankenhaus Respublikinė Kauno ligoninė. Ab 2017 lehrte er an der Lietuvos sveikatos mokslų universitetas.
Von 2023 bis 2024 war er Berater des Gesundheitsministers Arūnas Dulkys. Seit 2024 ist er Vizeminister und Stellvertreter von Aurimas Pečkauskas am Gesundheitsministerium Litauens, stellvertretender Gesundheitsminister im Kabinett Šimonytė, geleitet von Premierministerin Ingrida Šimonytė.
Er war Präsident des Verbands der jungen Psychiater Litauens.